# Алам Крик (Западна Вирџинија)
Алам Крик (енгл. Alum Creek) насељено је место без административног статуса у америчкој савезној држави Западна Вирџинија.

## Демографија
По попису из 2010. године број становника је 1.749, што је 90 (-4,9%) становника мање него 2000. године.
| Група             | 2000.         | 2010.         |
| Белци             | 1.821 (99,0%) | 1.720 (98,3%) |
| Афроамериканци    | 6 (0,3%)      | 3 (0,2%)      |
| Азијати           | 0 (0,0%)      | 4 (0,2%)      |
| Хиспаноамериканци | 3 (0,2%)      | 19 (1,1%)     |
| Укупно            | 1.839         | 1.749         |